# Albert Walter

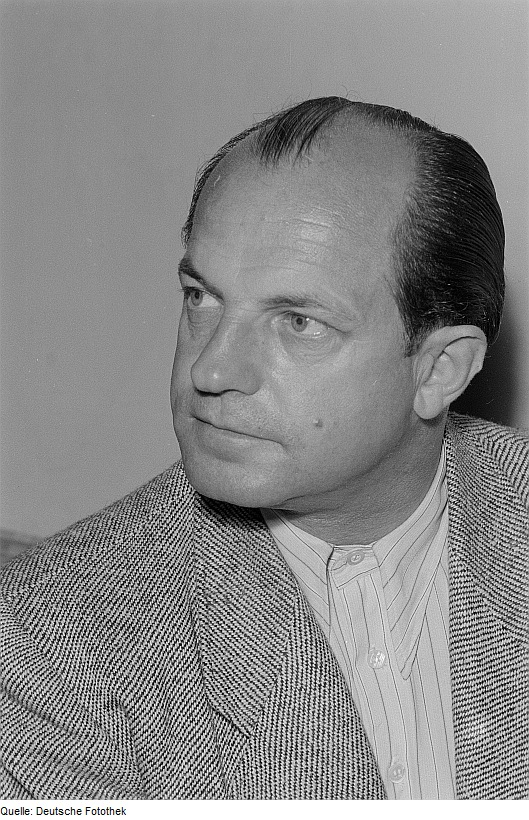
Albert Walter (1953)

Albert Paul Gustav Walter (* 22. September 1885 in Flatow; † 14. Februar 1980 in Hamburg) war ein deutscher Politiker der USPD, der KPD und der DP und Gewerkschafter.

## Leben
Der Sohn eines Kutschers verlor früh seinen Vater und wuchs auf dem Bauernhof seines Großvaters in der Neumark auf. Nach dem Abschluss der Volksschule heuerte Walter 1899 als Binnenschiffer an, siedelte 1902 nach Hamburg über und fuhr auf Schiffen der HAPAG zur See. Seinen Wehrdienst leistete Walter von 1905 bis 1907 bei der Kaiserlichen Marine ab, danach arbeitete er als Quartiermeister auf Schiffen der HAPAG.
Zu Beginn des Ersten Weltkrieges 1914 befand Walter sich in den Vereinigten Staaten, wo er bei deren Kriegseintritt 1917 interniert wurde; die internierten deutschen Seeleute wählten ihn zum Sprecher des Committee of interned Seamen, in dieser Funktion leitete er die Rückführung der Seeleute nach Deutschland im Sommer 1919.
Nach Hamburg zurückgekehrt trat Walter der USPD bei und wurde im Januar 1920 zum Vorsitzenden des syndikalistischen Deutschen Seemannsbundes (DSB) gewählt. Diese Funktion übte er bis zu dessen Auflösung 1925 aus. Nach Angaben des sowjetischen GPU-Überläufers Richard J.H. Krebs (alias Jan Valtin) war Walter von Lenin selbst zuvor zum Politischen Kommissar der (sowjetischen) Baltischen Flotte kurz nach Ende des Ersten Weltkrieges ernannt worden.
1921 trat er im Laufe des Zerfallsprozesses der USPD zur KPD über und führte die inzwischen in Deutscher Schiffahrtsbund umbenannte Gewerkschaft 1922 der Roten Gewerkschaftsinternationalen (RGI) zu. Im Auftrag des RGI-Vorsitzenden Salomon Losowski begann er, Internationale Hafenbüros zu organisieren, die der Verbreitung kommunistischer Propaganda unter Seeleuten dienten. In ihrer Blütezeit unterstützten die Hafenbüros 72 Zeitungen und organisierten weltweit mehr als 4.000 Betriebszellen.
1924 wurde er für die KPD in die Hamburger Bürgerschaft gewählt, der er bis 1933 angehörte, zeitweise war er auch Mitglied der Bezirksleitung seiner Partei und seit 1928 Generalsekretär der Internationale der Seeleute und Hafenarbeiter. Die revolutionären Aktivitäten der ISH im Rahmen der Komintern beinhalteten u. a. die Vorbereitung eines weltweiten Streiks im Falle eines Kriegs gegen die Sowjetunion und die Unterstützung der sowjetischen Spionage.
Im März 1933 wurde Walter nach der „Machtergreifung“ der NSDAP und dem Reichstagsbrand verhaftet und ein Jahr im KZ Fuhlsbüttel gefangen gehalten. Bis 1938 arbeitslos, arbeitete er danach als Akquisiteur, Publizist und Übersetzer (u. a. für den Deutschen Fichtebund). Während dieser Zeit vollzog sich bei Walter ein ideologischer Wandel hin zum Nationalsozialismus.
Nach Kriegsbeginn 1939 verfasste er die Broschüre Der englische Krieg und die deutschen Arbeiter, in welcher er Großbritannien die Schuld am Ausbruch des Zweiten Weltkrieges gab und Adolf Hitler als Führer der deutschen Arbeiter bezeichnete. Diese Broschüre erschien in einer Auflage von 120.000 Exemplaren, wurde in verschiedene Sprachen übersetzt und von der NSDAP verbreitet.
Diese Broschüre wurde nach Kriegsende zusammen mit Walters Der englische Arbeiter und seine Führer (1941, auch alle fremdsprachigen Ausgaben) in der Sowjetischen Besatzungszone auf die Liste der auszusondernden Literatur gesetzt.
Nach Kriegsende 1945 wollte er sich zunächst aus der Politik zurückziehen, 1948 trat er jedoch der konservativen Deutschen Partei (DP) bei, für die er dem Deutschen Bundestag von 1949 bis 1957 (seit 1953 Abgeordneter des Wahlkreises Hamburg V) angehörte. 1953 wurde er als Nachfolger des radikal-nationalen Rudi Conventz zum Landesvorsitzenden der DP in Hamburg gewählt. Mit dem Zusammenschluss der DP mit der Vertriebenenpartei GB/BHE wurde er Mitglied des Fusionsprodukts Gesamtdeutsche Partei, für die er bei der Bundestagswahl 1961 ebenfalls im Wahlkreis Hamburg V kandidierte.

## Schriften
- Der englische Krieg und die deutschen Arbeiter. Ein Mahnruf. 61 Seiten, Hansischer Gildenverlag, Hamburg 1940.[3]
- Der englische Arbeiter und seine Führer. Büttner, Berlin 1941.